# Lampsilis higginsii
Lampsilis higginsii är en musselart som först beskrevs av I. Lea 1857.  Lampsilis higginsii ingår i släktet Lampsilis och familjen målarmusslor. IUCN kategoriserar arten globalt som starkt hotad. Inga underarter finns listade i Catalogue of Life.